# Partiție (informatică)
În domeniul informaticii, și al calculatoarelor partiție sau volum cum mai este numită, este o diviziune a spațiului existent pe un hard-disk sau dispozitiv USB, pe care fișierele sunt găzduite și organizate de un sistem de fișiere, sau format. Prin partiționare se poate transforma o unitate fizică în două sau mai multe unități de disc virtuale, lucru foarte util pentru instalarea unui sistem de operare.  

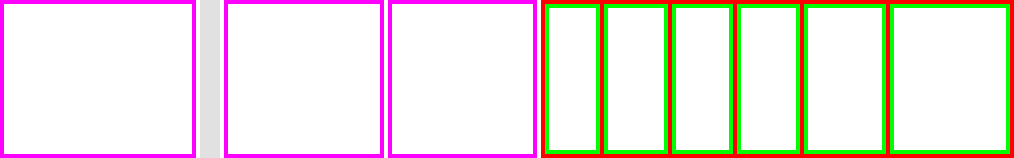
Reprezentare grafică a unui disc partiționat. Fiecare casetă reprezintă un sistem de fișiere. Spațiile gri reprezintă spațiile nepartiționate ale discului. Partițiile înconjurate de linii violet sunt partițiile primare. Partițiile înconjurate de margini roșii reprezintă partiția extinsă, iar în interior sunt partițiile logice, înconjurate de margini verzi.

## Generalități
Tabela de partiții din arhitectura calculatorului PC a fost introdusă odată cu apariția discurilor dure în 1982. În 1987, împreună cu MS-DOS 3.3, formatul tabelului de partiții a fost extins la o matrice extinsă pe care se putea localiza partiții logice.
O partiție de disc este numele generic primit de fiecare diviziune prezentă într-o singură unitate fizică de stocare a datelor. Fiecare partiție are propriul sistem de fișiere. În general, un sistem de operare interpretează, folosește și manipulează fiecare partiție ca un disc fizic independent.
Partiționarea se practică, de obicei, pe discurile interne ale computerului, deoarece scopul său principal este de a separa fișierele sistemului de operare de fișierele utilizatorului. Partițiile pot fi ascunse, criptate și protejate prin parolă cu programe de criptare.
Mai mult de o partiție este o necesitate absolută pentru rularea a două sau mai multe sisteme de operare în paralel (multiboot), deoarece sistemele de operare vor vedea partițiile ca unități separate. 
Partițiile multiple permit evitarea instalării mai multor hard discuri. O partiție separată pentru stocarea datelor importante, nu este afectată dacă apar probleme grave în funcționarea sistemului de operare care obligă reinstalarea lui. Chiar dacă la reinstalare se șterg toate datele de pe aceasta, partiția cu datele importante este protejată și nu va fi afectată de crearea unei alte partiții. 

## Tipuri de partiții
Partițiile pot fi de 4 tipuri:
- primare - sunt partițiile pe care se instalează un sistem de operare și nu pot exista mai mult de 4 pe un singur disc (un total de patru sisteme de operare diferite), sau 3 primare și una extinsă. În general, sistemele de operare pornesc numai de pe o partiție primară, numită și activă. Este partiția cu sistemul de operare implicit.
- extinse - sunt partiții create pentru a depăși limita actuală a celor 4, putând fi împărțite în oricâte partiții logice. Partiția extinsă nu conține date, pentru aceasta trebuie create în interior partiții logice, care se formatează logic.
- logice - pot fi create numai în cadrul unei partiții extinse și sunt folosite pentru stocarea datelor (video, documente, software, fișiere de programe etc). Nu există limită a numărului de partiții logice pe care le poate conține un disc.
- swap - este o partiție dedicată a unui disc folosită de Linux atunci când sistemul necesită mai multă memorie decât memoria fizică disponibilă.

## Scheme de partiționare
Există diferite scheme de partiționare pentru distribuirea partițiilor pe un disc. Cele mai cunoscute sunt MBR (Master Boot Record) și GPT (GUID Partition Table).

### MBR
Master Boot Record reprezintă standardul vechi (32-bit) pentru administrarea partițiilor hardului. A fost cel mai răspândit fiind lansat de IBM din anul 1983 și este încă mult utilizat și în prezent. MBR este localizat imediat la începutul hard disc-ului. Coruperea frecventă a acestei zone poate duce la imposibilitatea citirii întregului hard disk. MBR permite doar 4 partiții primare, mai multe partiții se pot face cu ajutorul unei partiții extinse în care sunt alte partiții logice. Permite crearea partițiilor de maxim 2 TB fiecare.

### GPT
GUID Partition Table reprezintă cel mai nou standard de administrare a hardului, pe 64-bit. Este parte a standardului nou UEFI și utilizează identificatori unici globali (GUID) pentru definirea partițiilor. GPT permite teoretic oricâte partiții, însă sistemele de operare setează totuși o limitare la 128 de partiții primare. Se pot crea partiții extrem de largi însă, ca și în cazul numărului de partiții, sistemele de operare setează o limitare pentru mărimea partițiilor la 256 TB fiecare. GPT este localizat tot la începutul hard disc-ului însă o copie a acestuia este localizată și la sfârșitul hardului. Astfel discul poate fi recuperat cu șanse sporite în cazul coruperii tabelei de partiții primare. GPT dispune și de un sistem (CRC) de verificare și corectare împotriva coruperii acestei zone.

### APM
Apple Partition Map este schema de partiționare folosită cu sistemul de operare Mac OS pe computere Apple. Hard discurile care folosesc Apple Partition Map sunt împărțite în blocuri logice, 512 biți aparținând de obicei fiecărui bloc. Particularitatea APM constă în a se defini ca una dintre partițiile prezente pe disc. Aceasta înseamnă că fiecare bloc de pe disc (cu excepția blocului 0) aparține unei partiții. Mac-urile mai noi bazate pe Intel pot porni de pe un hard disc APM, în timp ce Mac-urile substanțial mai vechi bazate pe PowerPC nu pot porni de pe harduri GPT. 

## Formatare
Operațiunea de formatare se face în cazul unui hard disc nou, la reinstalarea sistemului de operare sau infectării cu un virus informatic pentru a avea certitudinea că s-a eradicat complet infecția. De asemenea, partițiile de pe o unitate fizică de stocare (disc dur, dispozitiv USB) trebuie să fie formatate înainte ca orice informație să poată fi stocată.
Spațiul nealocat de pe un disc nu este o partiție, deci nu poate avea un sistem de fișiere. 
Formatarea este necesară pentru stocarea ordonată a datelor, în așa fel încât sistemul de operare să știe precis unde a depozitat un anumit set de date, pentru a le pune ulterior la dispoziția utilizatorului sau a softurilor care au nevoie de ele. 

Formatarea unei partiții presupune împărțirea ei în piste concentrice (asemănătoare cu melodiile gravate pe un disc muzical din vinil) și apoi împărțirea pistelor în sectoare în formă de arc de cerc. Aceasta nu se face la nivel fizic, ci prin magnetizarea suprafeței discurilor, divizarea hardiscului în piste și sectoare fiind o operație virtuală. 
Fiecare dispozitiv de stocare are una sau mai multe partiții și fiecare partiție trebuie formatată cu un sistem de fișiere pentru a conține date. Procesul de formatare creează un sistem de fișiere gol de tipul respectiv pe dispozitiv. Există mai multe sisteme de fișiere: FAT, NTFS, FAT32, (Windows), Ext3, Ext4, btrfs, ReiserFS, Reiser4 (Linux), HFS și HFS+, (Mac OS)  și altele. 
Dimensiunile partițiilor trebuie adaptate la tipul de sistem de fișiere, iar acesta depinde de sistemul de operare. Majoritatea sistemele moderne de fișiere, permit dimensiuni ale partițiilor cu mult peste capacitățile actuale ale unităților de stocare.

## Litere de unitate
După crearea fiecarei partiții, sistemul de operare atribuie o literă de unitate. O partiție se poate întinde peste tot spațiul de stocare disponibil, situație în care hard discul primește doar o singură literă de acces. Dacă spațiul de stocare este divizat în mai multe partiții, vor exista mai multe litere, fiecare literă oferind accesul către o anumită partiție.

### Microsoft Windows
În sistemul de operare Windows prima partiție (volum) este reprezentată de litera „C” pe care sunt stocate sistemul de operare, datele și programele, celelalte primesc literele care urmează în ordine alfabetică: (D:, E:, F:, G: ... Z:). Pe lângă unitatea „C”, Windows construiește automat alte partiții în timpul instalării, deși rareori au o literă de unitate. De exemplu, în Windows 10, este instalată o partiție de recuperare, cu un set de instrumente denumite Advanced startup options (Opțiuni avansate de pornire), pentru a remedia problemele care pot apărea pe unitatea principală „C”. Sistemele de operare Windows permit lucrul cu maxim 24 de partiții, fie că sunt întinse pe mai multe discuri, cum este cazul matricelor RAID. 

### UNIX
Pe sistemele UNIX, inclusiv Linux, structura de partiții arată în felul următor: 
- /dev/hd (sd) a1 - prima partiție a primului disc (a)
- /dev/hd (sd) a2 - a doua partiție a primului disc.
- /dev/hd (sd) b1 - prima partiție din al doilea disc (b)
- /dev/hd (sd) b2 - a doua partiție din al doilea disc.

Toate aceste fișiere se află în directorul /dev. Primele două litere indică interfața drive-ului (hd = hard drive cu interfață PATA sau IDE, sd = sata drive/SCSI drive). În Linux este nevoie de cel puțin 2 partiții pentru a rula sistemul de operare:
- partiția de bază (root) /
- partiția de swap

Se recomandă crearea de partiții separate: /, /boot, /home, /tmp, /usr, /var, /opt și partiția swap. În acest mod, chiar dacă un sistem de fișiere devine corupt, acesta nu va deteriora datele de pe alte partiții, reducând la minimum pierderile de date. Un sistem desktop tipic utilizează partiția / (root) care conține toate fișierele sistemului de operare. Partiție separată /home este utilă pentru stocarea datelor importante. 
Partiția swap este o partiție dedicată folosită de Linux atunci când capacitatea totală de memorie RAM instalat în sistem este ocupată în întregime. Conținutul partiției swap nu este accesibil utilizatorului iar spațiul ocupat de aceasta nu poate fi folosit pentru stocarea fișierelor. 

## Montarea și demontarea partițiilor
Montare și demontare înseamnă maparea și demaparea unei partiții la un director pentru accesarea conținutului acestora și eventual modificate. La instalarea sistemului de operare, se precizează care partiții vor fi montate în mod automat. 

## Programe de partiționare
Un program editor de partiții poate fi folosit pentru a crea, redimensiona, șterge și gestiona partiții pe hard disk. Partiționarea unui hardisc și formatarea partițiilor nou create se poate face în mai multe moduri, în funcție de programul folosit.  

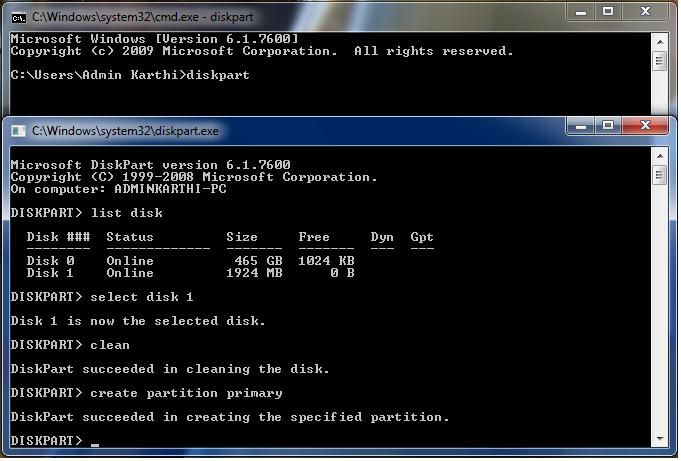
Diskpart în Windows 7

### Windows

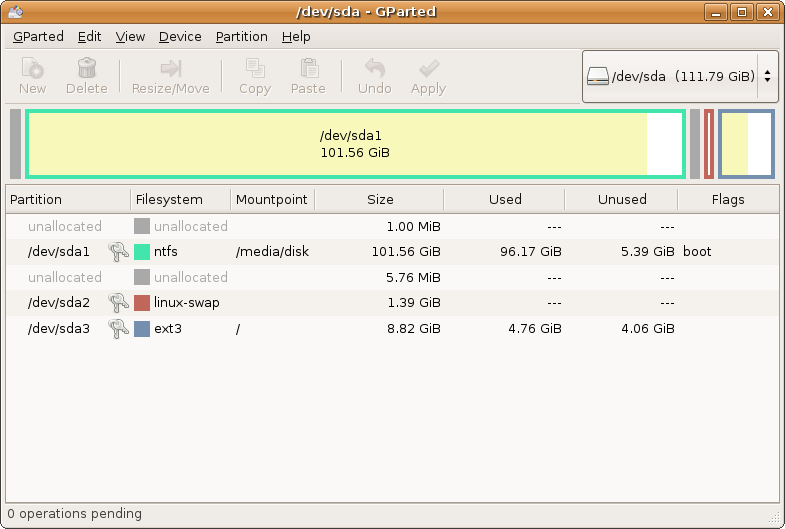
Partiții create cu Gparted

- diskpart, proprietar
- fdisk, software liber
- FIPS, gratuit
- Logical Disk Manager, proprietar
- PartitionMagic, proprietar
- Partition Manager, proprietar

### Linux
- DiskDrake (Mandriva), software liber
- Disk Druid (Fedora, gratuit
- GNOME Disks, gratuit
- GNU Parted, gratuit
- GParted, gratuit
- KDE Partition Manager, gratuit
- Parted Magic, proprietar
- QtParted, gratuit

### OS X
- Disk Utility, proprietar

### Alte SO
- Solaris format utility, proprietar

### Multiplatform
- fdisk, software liber
- DFSee, proprietar

### Programe ale producătorilor
- Data Lifeguard Tools (Western Digital)
- HUTIL (Samsung)
- Drive Fitness Test (IBM/Hitachi)
- Maxblast (Maxtor)
- SeaTools  (Seagate)
- Diagnostic Tool (Toshiba)